# Curling Canada

Logo de Curling Canada.

Curling Canada (anciennement Association canadienne de curling) est une organisation canadienne chargée d'encourager et de faciliter l'expansion et le développement du curling sportif. Curling Canada s'associe avec une douzaine d'associations de curling provinciales et territoriales de tout le pays, comme Curling Québec. Le PDG actuel[Quand ?] de Curling Canada est Dave Parkes.